# Barbara Herman
Barbara Herman (Nova Iorque, 9 de maio de 1945) é uma professora catedrática de filosofia e de Direito na Universidade da Califórnia, ligada ao Departamento de Filosofia de Los Angeles. Conhecido intérprete da ética de Kant, Herman trabalha com filosofia moral, história da ética e filosofia social e política. Entre suas muitas homenagens e prêmios estão uma bolsa Guggenheim (1985-1986) e a eleição para a Academia Americana de Artes e Ciências (1995).

## Biografia
Filha de Ruth e Robert Herman, Barbara nasceu na cidade de Nova Iorque. Sua mãe era secretária e seu pai, organizador sindical e arrecadador de fundos profissional. Seu irmão é o físico Jay Herman. Herman frequentou a Flushing High School no Queens até 1962, após o qual estudou história na Universidade Cornell. Enquanto estava no último ano da Cornell, Herman foi "a primeira mulher a morar em Telluride House sob as novas disposições" depois que "a Convenção, pela primeira vez, foi capaz de conceder preferência residencial completa a uma mulher universitária". Lá ela morou ao lado dos colegas Gayatri Chakravorty Spivak, Clare Selgin Wolfowitz e Paul Wolfowitz, bem como de membros do corpo docente interno que incluíam a 4.ª Secretária do Trabalho dos Estados Unidos, Frances Perkins, e o filósofo britânico Paul Grice. Desde então, ela ministrou seminários do Telluride Association Summer Program (TASP) no Deep Springs College e na filial de Cornell.
Pouco depois de se formar em Cornell com bacharelado em 1966, Herman iniciou seus estudos de doutorado no programa de história da Universidade de Harvard. Logo, porém, ela descobriu sua afinidade pela filosofia e foi transferida para o Departamento de Filosofia, mas não antes de fazer um mestrado em História Europeia Moderna. Estudando com Stanley Cavell e John Rawls, Herman escreveu uma dissertação intitulada "Moralidade como Racionalidade: Um Estudo da Ética de Kant" em 1976.

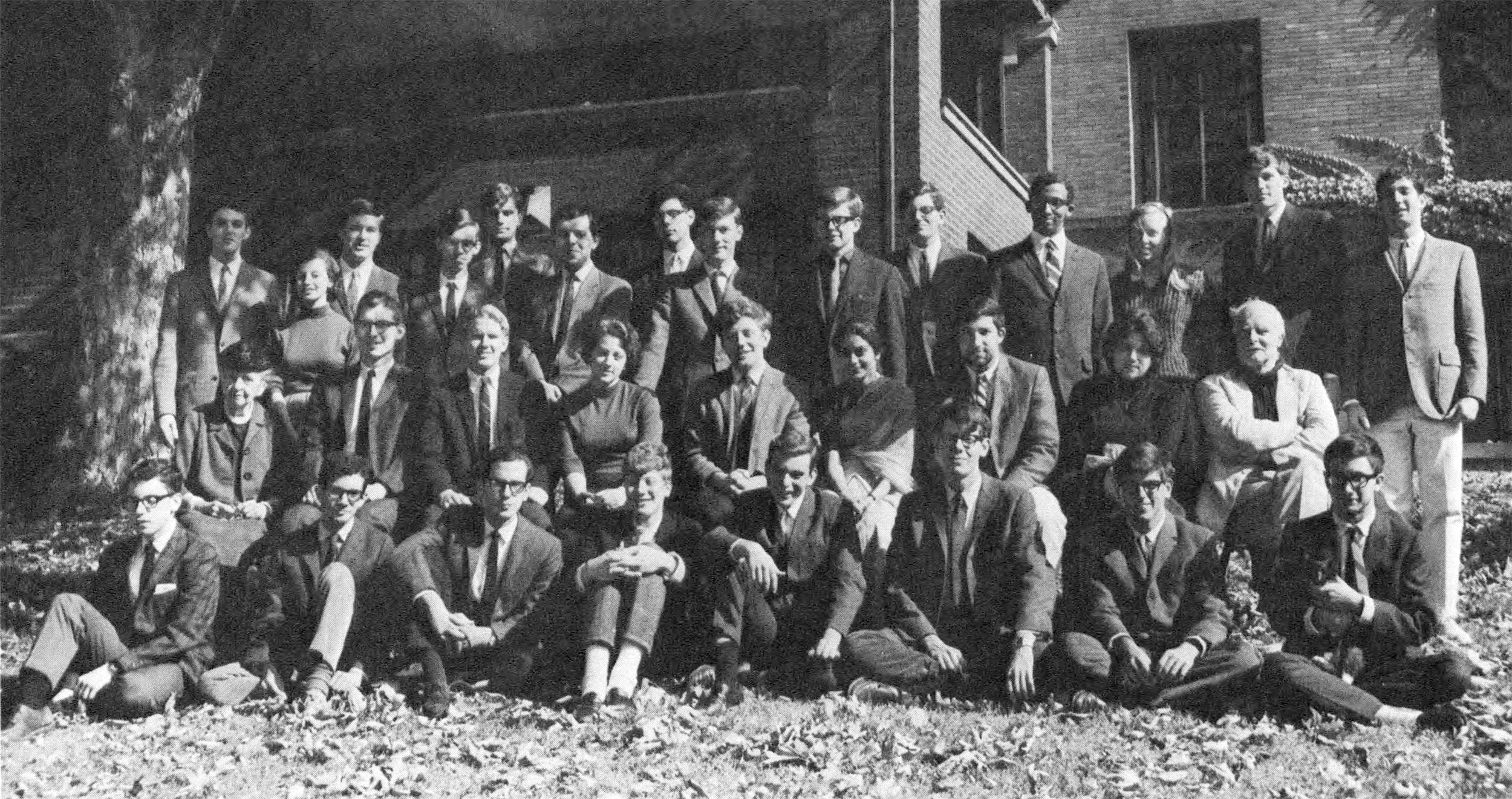
Barbara Herman, estudante de graduação na Universidade Cornell (segunda fila, quarta a partir da esquerda), senta-se com outros membros da Telluride House, incluindo os residentes do corpo docente Frances Perkins (segunda fila, primeiro da esquerda) e Paul Grice (segunda fila, primeiro da direita)

Sobre o tempo de Herman em Harvard, Martha Nussbaum disse durante sua introdução à Dewey Lecture na Faculdade de Direito da Universidade de Chicago:
A título pessoal, lembro-me de ter sentido o poder daquela presença cativante na memorável ocasião em que ouvi Barbara Herman falar pela primeira vez. Ela provavelmente não se lembra disso, mas era uma estudante de pós-graduação mais velha em Harvard e era famosa entre nós, estudantes de pós-graduação mais jovens, como uma das melhores, mas eu nunca a conheci ou a ouvi falar. E nesta ocasião ela estava se dirigindo a todo o corpo docente do departamento de filosofia de Harvard sobre por que os estudantes de pós-graduação queriam formar um sindicato. E eu me lembro — e esta é uma ocasião bastante assustadora com Van Quine, Nelson Goodman e todas essas pessoas sentadas lá que na verdade não eram muito amigáveis com a ideia de um sindicato de estudantes de pós-graduação — mas eu me lembro da confiança, incisividade e grande humor com que ela enfrentou aquele grupo, e lembro-me de ter pensado: esta é uma pessoa verdadeiramente sábia e também muito divertida.
De 1973 a 1980, Herman foi professora assistente no Instituto de Tecnologia de Massachusetts, antes de ingressar no corpo docente da Universidade do Sul da Califórnia, primeiro como professora assistente visitante e posteriormente como professora assistente, professora associada e, finalmente, professora de filosofia e Direito em 1992. Em 1994, Herman foi nomeada Professora Griffin de Filosofia na Universidade da Califórnia em Los Angeles e em 2006 foi nomeada conjuntamente para a faculdade de Direito.

## Análise dos trabalhos de Herman

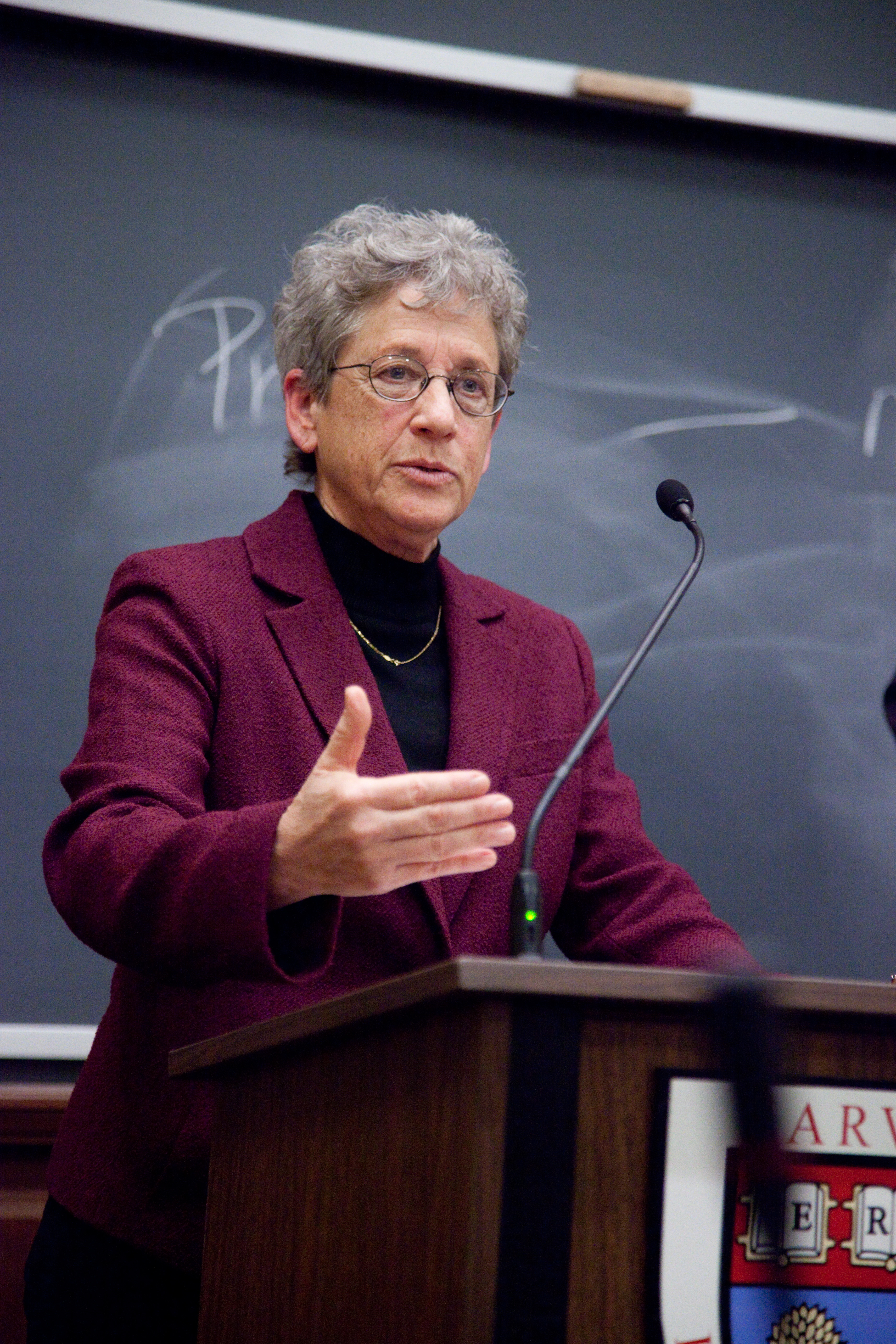
Barbara Herman palestrando no Centro de Ética Edmond J. Safra

Em uma revisão de The Practice of Moral Judgment, o acadêmico de Kant Paul Guyer analisou sobre o trabalho de Herman:

Herman consegue apresentar uma interpretação da ética de Kant que mostra que ela é uma alternativa poderosa ao utilitário empirista, à ética da virtude neo-aristotélica e às teorias éticas individualistas ou existencialistas pós-modernistas que têm desfrutado de tal proeminência nos últimos anos. O que [Herman] nos deu foi uma imagem profundamente convincente tanto da estrutura como do poder do ideal regulador de deliberação moral de Kant, e isso é realmente motivo de gratidão.

E em sua coleção de ensaios intitulada Moral Literacy, o filósofo Stephen Darwall afirmou:

Rawls apontou que um dos objetivos de Hegel era superar os muitos dualismos que ele pensava desfigurarem o idealismo transcendental de Kant. Os ensaios de Herman, na minha opinião, distinguem-se por esta mesma ênfase. Durante todo o texto, ela enfatiza continuidades onde o pensamento kantiano mais ortodoxo insiste na separação. E ela argumenta que os insights centrais de Kant não são apenas preservados, mas melhorados, quando se apreciam essas continuidades. Assim, onde o pensamento kantiano ortodoxo distingue nitidamente o desejo da razão, o amor da razão, o julgamento particular do princípio, e assim por diante, Herman argumenta que esses pares devem ser todos vistos como contínuos e interconectados e que uma abordagem kantiana da ética é reforçada por essa visão deles. Ela é obstinada e rigorosa, filosoficamente. E ela não desperdiça palavras. Herman tem uma economia de expressão e uma propensão para iluminar a moeda filosófica.

Ao que o teórico jurídico Lawrence Solum acrescenta em seu blog:

Na minha opinião, o trabalho recente de Herman representa o que há de melhor da filosofia moral contemporânea na tradição de Kant – apenas um punhado de acadêmicos combina a sua profunda apreciação de Kant, rigor filosófico e flexibilidade intelectual genuína. Um livro magnífico. O que posso acrescentar aos elogios de Darwall, exceto dizer: "Altamente recomendado!"

Em 2014, Herman proferiu a Dewey Lectureship in Jurisprudence na Faculdade de Direito da Universidade de Chicago, intitulada "The Moral Side of Non-Negligence".

## Obras publicadas

### Livros
- Kantian Commitments (em inglês). Oxford: Harvard University Press, 2022
- The Moral Habitat (em inglês). Oxford: Harvard University Press, 2021
- Moral Literacy (em inglês). Harvard: Harvard University Press, 2007
- The Practice of Moral Judgement (em inglês). Harvard: Harvard University Press, 1993

### Artigos científicos
- "Doing Too Much", The Journal of Ethics (em inglês), vol. 22, não. 2, março de 2018, pp. 147–162.
- "Being Helped and Being Grateful: Imperfect Duties, the Ethics of Possession, and the Unity of Morality", Journal of Philosophy (em inglês), junho de 2012.
- "A Mismatch of Methods" (em inglês), com Derek Parfit's On What Matters, Volume II, ed. Samuel Scheffler, Oxford University Press, 2011.
- "The Difference that Ends Make" (em inglês), por Perfecting Virtue: Kantian Ethics e Virtue Ethics, ed. Julian Wuerth, Cambridge University Press, 2010.
- "Morality and Moral Theory" (em inglês), Palestra de John Dewey, Procedimentos e Discursos da American Philosophical Association , Vol. 83, nº 2, novembro de 2009.
- "A Habitat for Humanity" (em inglês), por Kant's Idea for A Universal History, eds. A. O Rorty and J. Schmidt, Cambridge University Press, 2009.
- "Contingency at Ground Level" (em inglês), por Moral Universalism and Pluralism, eds. Henry Richardson e Melissa Williams, NOMOS XLIX, NYU Press, 2008.
- "Morality Unbounded" (em inglês), Philosophy and Public Affairs, outono de 2008.
- “Reasoning to Obligation” (em inglês), Inquérito 49 no. 1º de fevereiro de 2006.
- "The Scope of Moral Requirement" (em inglês), Philosophy and Public Affairs, Verão de 2001.
- "Bootstrapping" (em inglês), por Contours of Agency: Essays for Harry Frankfurt, eds. S. Buss e L. Overold (MIT Press, 2002).
- "Rethinking Kant's Hedonism" (em inglês), por Fatos e Valores: Ensaios para Judith Thomson, eds. R. Stalnaker, R. Wedgwood e A. Byrne (MIT Press, 2001).
- "Morality and Everyday Life" (em inglês), por Proceedings of the American Philosophical Association, novembro de 2000.
- "Moral Literacy" (em inglês), por The Tanner Lectures on Human Value, volume 19 (University of Utah Press, 1998).
- "Training to Autonomy: Kant and the Question of Moral Education" (em inglês), por Philosophers on Education, ed. AO Rorty (Routledge, 1998).
- "A Cosmopolitan Kingdom of Ends" (em inglês), por Reclaiming the History of Ethics, eds. A. Reath, C. Korsgaard e B. Herman (Cambridge University Press, 1997).
- "Making Room for Character" (em inglês), por Aristóteles, Kant e os Estóicos, eds. S. Engstrom e J. Whiting, (Cambridge University Press, 1996).
- "Pluralism and the Community of Moral Judgment", por Toleration: An Elusive Virtue, ed. David Heyd (Princeton University Press, 1996).
- "Could It Be Worth Thinking About Kant on Sex and Marriage?" (em inglês) por A Mind of One's Own, eds. Louise Antony and Charlotte Witt, Westview Press, 1993.